# Jugoslavensko ratno zrakoplovstvo i protuzračna obrana
Jugoslavensko ratno zrakoplovstvo i protuzračna obrana (kratica JRZ i PZO, srp. Jugoslovensko ratno vazduhoplovstvo i protiv vazdušna odbrana) bila je grana Jugoslavenske narodne armije sa zadatkom zaštite jugoslavenskog zračnog prostora te potpora kopnenim jedinicama. Osnovano je 1945. nakon završetka Drugog svjetskog rata, a formalno je prestalo postojati 1992. nakon raspada SFRJ. 

## Povijest
Po stanju iz 1990. ratno zrakoplovstvo je imalo 32.000 zaposlenika, a zbog profesionalnih i tehničkih zahtjeva struke, regruta je bilo manje od 4000. U upotrebi je bilo preko 400 borbenih zrakoplova i 200 naoružanih helikoptera. U slučaju rata, glavna uloga ratnog zrakoplovstva je trebala biti otežavanje protivničkih nastojanja da se uspostavi zračna nadmoć nad Jugoslavijom te potpora kopnenim i mornaričkim postrojbama u obrambenim akcijama.

Nakon otopljavanja odnosa sa SSSR-om, većina zrakoplova i raketa se nabavljao u Sovjetskom Savezu, dok je dobar dio letjelica i opreme proizvođen samostalno, u vlastitim pogonima, primjerice (G-2, J-21, J-22 i G-4).
Zrakoplostvo je imalo 12 eskadrila koje su popunjene s domaćim jurišnim zrakoplovima. Osim toga, na raspolaganju je bio i veći broj helikoptera Mi-8 koji su korišteni za povećanu zračnu mobilnost te blisku podršku manjim jedinicama. Za potporu kopnenim jedinicama je bio i velik broj jurišnih zrakoplova u izvidničkoj konfiguraciji: IJ-21 i IJ-22.

## Šport
Po uzoru na sovjetski model ratno zrakoplovstvo je formiralo svoj klub. Naša krila iz Zemuna formiran je 1947. i ugašen 1950. godine.

## Poveznice
- Jugoslavenska narodna armija
- Oružane snage SFRJ